# قتل در خانه کشیش
قتل در خانه کشیش (انگلیسی: The Murder at the Vicarage) داستانی کارآگاهی اثر آگاتا کریستی است.
این کتاب که اولین رمان از مجموعه داستان‌های خانم مارپل می‌باشد در اکتبر ۱۹۳۰ در بریتانیا توسط انتشارات کولینز کرایم کلوب و در همان سال در آمریکا توسط انتشارات داد، مید اند کمپانی به چاپ رسیده‌است.
قیمت کتاب در بریتانیا ۷ شیلینگ و ۶ پنسی و در آمریکا دو دلار بوده‌است.

## داستان
در روستای محل زندگی خانم مارپل (دهکده سنت مری مید)، جسد یکی از ساکنان منفور و خشن دهکده یعنی کلنل پروکتر پیدا می‌شود.
کمی بعد قتل‌های دیگری نیز روی می‌دهد و خانم مارپل سرانجام قاتل را پیدا می‌کند.